# Veronika Petruchová
Veronika Petruchová (* 21. srpna 1994 Kyjov) je česká moderátorka. Od roku 2015 pracuje v TV Nova. Moderuje večerní Televizní noviny s Martinem Čermákem a také publicistický pořad Víkend nebo Volejte Novu. Je také jednou z moderátorek vysílání TN Live. Kromě práce v televizi moderuje také společenské a kulturní akce.

## Studium
Střední školu absolvovala v Bzenci, obor hotelnictví a cestovní ruch. Poté, po nepřijetí na DAMU a JAMU, obor herectví, úspěšně vystudovala Akademii žurnalistiky a nových médií. Absolvovala v roce 2014.

## Kariéra

### TV Nova

#### Stáž
Na podzim roku 2015 nastoupila jako stážistka ve zpravodajské redakci TV Nova. Poté působila jako reportérka publicistického pořadu a věnovala se natáčení reportáží ze světa showbyznysu.

#### Moderátorka
V roce 2018 začala moderovat ranní Televizní noviny v rámci pořadu Snídaně s Novou (nyní Snídaně). Od následujícího roku už uváděla Polední a Odpolední televizní noviny, pravidelné zpravodajské relace TV Nova.

#### TN Live
Od května 2021 je moderátorkou internetového vysílání TN Live na webu TN.cz. Celodenní vysílání se věnuje aktuálním tématům z domova a ze světa. V rámci kontinuálního vysílání vede týdně desítky rozhovorů s odborníky, osobnostmi a politiky. Moderovala mnoho speciálních vysílání k válce na Ukrajině, epidemii Koronaviru, volební vysílání, smrt královny Alžběty II.

#### Televizní noviny
Od prosince 2021 moderuje hlavní zpravodajskou relaci TV Nova Televizní noviny, spolu s kolegou Martinem Čermákem.

## Osobní život
Pochází z Hroznové Lhoty na jihu Moravy. Má dva bratry. Mimo školu se věnovala herectví, baletu a zpěvu.